# Шкляна-Гута (Поморське воєводство)
Шкляна-Гута (пол. Szklana Huta) — село в Польщі, у гміні Ліпуш Косьцерського повіту Поморського воєводства.
Населення — 153 особи (2011).
У 1975-1998 роках село належало до Гданського воєводства.

## Демографія
Демографічна структура станом на 31 березня 2011 року:
|          | Загалом | Допрацездатний вік | Працездатний вік | Постпрацездатний вік |
| -------- | ------- | ------------------ | ---------------- | -------------------- |
| Чоловіки | 81      | 15                 | 62               | 4                    |
| Жінки    | 72      | 15                 | 48               | 9                    |
| Разом    | 153     | 30                 | 110              | 13                   |